# تاج تاشي بوتان تيمفو
يعد تاج تاشي، الذي ينتمي إلى سلسلة قصور ومنتجعات فنادق تاج، منشأة توفر إقامة فاخرة من فئة الخمس نجوم، يقع في منطقة تشوباتشو في العاصمة تيمفو، بوتان. تم تصميمه على طراز جونغ المعماري القديم حيث يعرض المفهوم البوتاني للفن، ويتألف الفندق من ستة وستين غرفة. افتُتح تاج تاشي في عام 2008 في مشروع مشترك بين مجموعة تاشي وفنادق تاج الترفيهيه في الهند.

## لمحة تاريخية
يعد تاج تاشي ثمرة اتفاق الشراكة بين مجموعة شركات تاشي وفنادق تاج. وهو أول فندق خمس نجوم بدأ في بوتان من خلال استثمار بقيمة 500 مليون نولترم بوتاني من قبل مجموعة تاشي. حيث أنها ستدير فنادق تاج الملكية وفقاً لعقد الإدارة المبرم من قبل كلا الشركتين بموجب اتفاق طويل الأجل.
صُنّفت قصور ومنتجعات فنادق تاج كأكبر شركة فندقية في الهند، وأحد أكبر الشركات في آسيا، على مدى أكثر من قرن من الزمن في مجال الضيافة. بدأت مجموعة شركات تاشي أعمالها في عام 1959، وعُرفت باستثمارها في أنشطة مهنية متنوعة.
تمتلك مجموعة تاج، المعروفة بتوفيرها إقامة مترفة، فندق تاج تاشي وهو الفندق السادس عشر في بوتان. يساعد هذا المشروع تاج لتنجح في سعيها لتكون حاضرة في قائمة «الوجهات السياحية الأولى» ولتنمو وتصبح فندقاً رائداً في البلاد.

## الوصول إلى الفندق
يمكن الوصول إلى تاج تاشي بسهولة من مطار بارو الدولي، حيث يستغرق ذلك 90 دقيقة بالسيارة مع إمكانية الاستمتاع بجمال المشاهد الخلابة لتيمفو. ترتبط العديد من المدن مثل نيودلهي، كلكتا، جواهاتي، كاتماندو، وبانكوك بالمطار من خلال رحلات جوية مباشرة.

## الخدمات المقدمة
تم تصميم أماكن الإقامة في تاج تاشي بوتان لتناسب زبائن راقيين. حيث يوجد سبع وخمسون غرفة وتسع أجنحة. وتصنف الغرف إلى فئات تشمل غرف فاخرة، غرف فاخرة مع غرفة للجلوس، غرف فارهة وتصنف الأجنحة إلى أجنحة فاخرة، أجنحة من طابقين وأجنحة فارهة. وقد صُمّمت جميع الغرف لتعطي مناظر جميلة للجبال دائمة الخضرة والمناظر طبيعية لوادي ثيمفو.
يضم هذا الفندق الفاخر أربعة مطاعم تقدم مجموعة من الأطباق البوتانية، الأوروبية والتبتية. ومطعم آرا هو مطعم مع بار يقدم مشروبات وأطعمة متنوعة. أما تشيغ-جا-جاى فيقدم المأكولات البوتانية، في حين يتخصص ثونغسيل بالمأكولات المتعددة البوتانية والأوروبية. ويضم مقهى رايبس الذي يقدم «شاي الزبدة المملحة». ومن وسائل الراحة الأخرى المقدمة:
- خدمة الغرف على مدار 24 ساعة
- واي فاي أو خدمة الإنترنت
- خدمة غسيل الملابس
- تلفزيون إل إي دي مع وصلة كابل
- خدمة الشاي أو القهوة
- غرفة خدمة كي الملابس في الغرف
- هاتف
- خزنات صغيرة
- منتجع جيفا الصحي

## الجوائز والامتيازات
حصل تاج تاشي في مهرجان آسيا للصحة والمنتجع الصحي عام 2009 على جائزة ذهبية عن 'أفضل علاج تقليدي " مقدم في منتجع جيفا الصحي.
وصنّفت مجلة كوندي ناست ترافلر الأمريكية والبريطانية تاج تاشي في قائمة المنتجعات الصحية الحارة في عام 2008.